# Колено Даново
Колено Даново (ивр. שֵׁבֶט דָּן‎) — одно из колен Израилевых. Произошло от Дана, пятого сына патриарха Иакова. Занимало небольшую по размерам территорию Ханаана впоследствии по соседству с филистимлянами, поэтому часто подвергалась нападениям со стороны последних.

## Сведения из Ветхого Завета
От Дана в Египте произошло колено, которое во времена исхода из Египта насчитывало 62700 человек (Чис. 1:39).

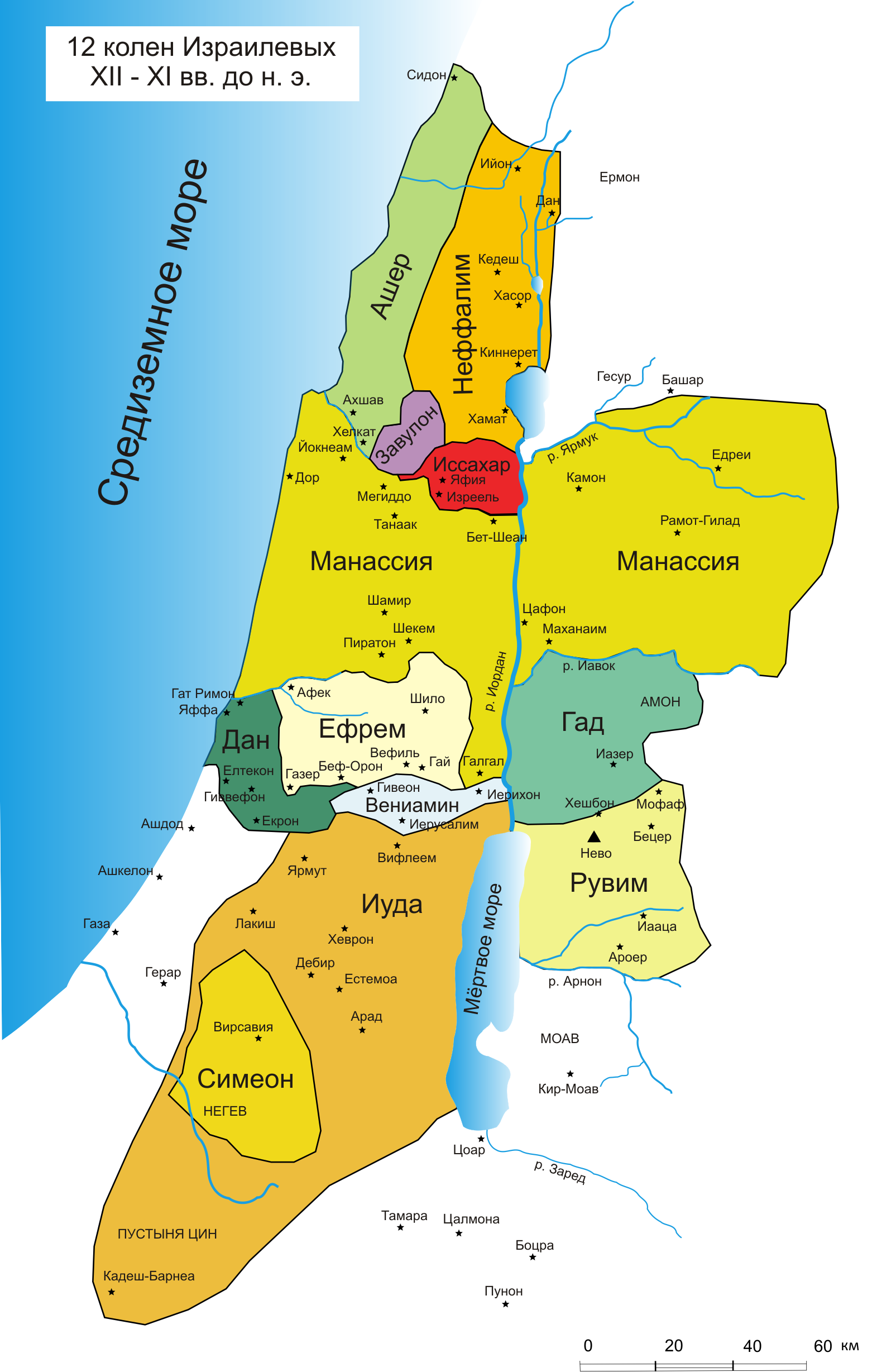
Колена Израилевы. Большинство названий дано в варианте Русского Синодального перевода

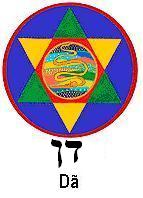

Племя это отличалось воинственностью и по численности уступало только колену Иудину. Данитяне отличались хитростью и коварством, но из них выходили замечательные художники.
Художник Аголиав, сын Ахисамахов, был назначен Богом в помощники Веселеилу для строительства Скинии — походного Храма израильтян на пути из Египта в Землю обетованную. По завоевании Ханаана Данову колену был дан сравнительно небольшой, но плодородный удел на берегу Средиземного моря в районе Яффы (Нав. 19:46). Из Данова племени происходил богатырь Самсон, сражавшийся с филистимлянами (Суд. 13:2).
Стеснённые в своих владениях филистимлянами, данитяне вынуждены были искать себе нового места для поселения. Значительная их часть двинулась на север, где они захватили город и назвали его Дан, ставший впоследствии крайним северным пунктом земли Израильской.
Северная колония Данова колена завязала тесные торгово-промышленные отношения со своими соседями, финикийцами. Царь Соломон назначил (965 до н. э.) знаменитого художника Хирама, происходившего по матери из Данова колена, строителем Иерусалимского Храма.
Жившие вдали от общеизраильского духовного центра данитяне устроили в своем городе собственное святилище. Впоследствии израильский царь Иеровоам I (928 до н. э. — 907 до н. э.) превратил его в культ золотого тельца.
После господства царя Соломона в дальнейшей библейской истории колено Даново больше не упоминается.

## В религии
Пророчество Иакова относительно Дана: «Дан будет судить народ свой… Дан будет змеем на дороге, аспидом на пути, уязвляющим ногу коня» (Быт. 49:16-17) — толкуется различно, но, вероятнее всего, оно указывает на хитрость его потомков, точно так же, как и другое предсказание о Дане: «Дан молодой лев, который выбегает из Васана» (Втор. 33:22), «…с покатостей Ермона, где он скрывается, подстерегая себе добычу» — указывает на силу и воинственность потомков Дана. Действительно, мы знаем, что Самсон, происходивший из г. Цоры, колена Данова — самый известный между данитянами по своей силе — отличался также и своей ловкостью и хитростью (Суд. 14, 15). Быть может, тот же самый воинственный дух и хитрость служили отличительною чертою и всего колена Данова.
Пророчество Иеремии о колене Дана гласит, что «от Дана слышен храп коней его, от громкого ржания жеребцов его дрожит вся земля; и придут и истребят землю и всё, что на ней, город и живущих в нем» (Иер. 8:16).
Вышеупомянутые предсказания сопоставляются с перечислением в Откровении Иоанна Богослова ста сорока четырех тысяч человек от всех колен Израилевых, имеющих на челе печать Божию (Откр. 7:4), в котором вместо колена Ефремова упомянуто Иосифово, а колено Даново совершенно исключено. Исходя из этих предсказаний, Ириней Лионский и ряд других толкователей делают заключение, что из колена Данова произойдет антихрист. Так, святитель Андрей Кесарийский пишет:

Точное обозначение равенства спасаемых каждого колена, думается мне, указывает на многоплодие Апостольского семени, потому что число двенадцать, взятое двенадцать раз и умноженное на полную тысячу, дает указанные тысячи, ибо они были учениками семени, упавшего, по человеколюбию, на землю и произрастившего многоразличный плод всемирного спасения. Да явно будет и то, что колено Даново, так как из него произойдет антихрист, с прочими не упомянуто, вместо его — Левино, как издревле священническое, в число колен не входящее.

## Исторические интерпретации
По гипотезе Игаэля Ядина, племя Дана было греческого происхождения — данайцами, которые позднее присоединилось к израильскому союзу племен. Из Библии известно, что Колено Даново отличалось особыми умениями к мореплаванию и жило по соседству с филистимлянами, относившимися, как принято считать, к народам моря.
В Европе в позднем Средневековье и Новом времени была распространена псевдоисторическая теория, что потомками Дана являются датчане и в целом жители исторической Дании. В частности, такие мнения встречались в исторических сочинениях Готфрида Лейбница, Генри Спелмана. Позднее данная теория отстаивалась в ненаучном движении британского израилизма (Джон Кокс Гоулер, Джей Аш Аллен, Эдвард Хайн), отмечалась роль потомков Дана (т.е. жителей Дании) в заселении Британских островов в англосаксонский и викингский периоды.

## Современные претензии на родство с коленом Дана
Некоторые эфиопские евреи (Бета Исраэль) претендуют на то, чтобы считаться потомками колена Дана, а также Гада, Ашера и Нафтали, отправившимися в Куш в эпоху после разрушения Первого Храма. Эту версию поддерживал сефардский главный раввин Овадья Йосеф.